# Iturbe (Argentina)

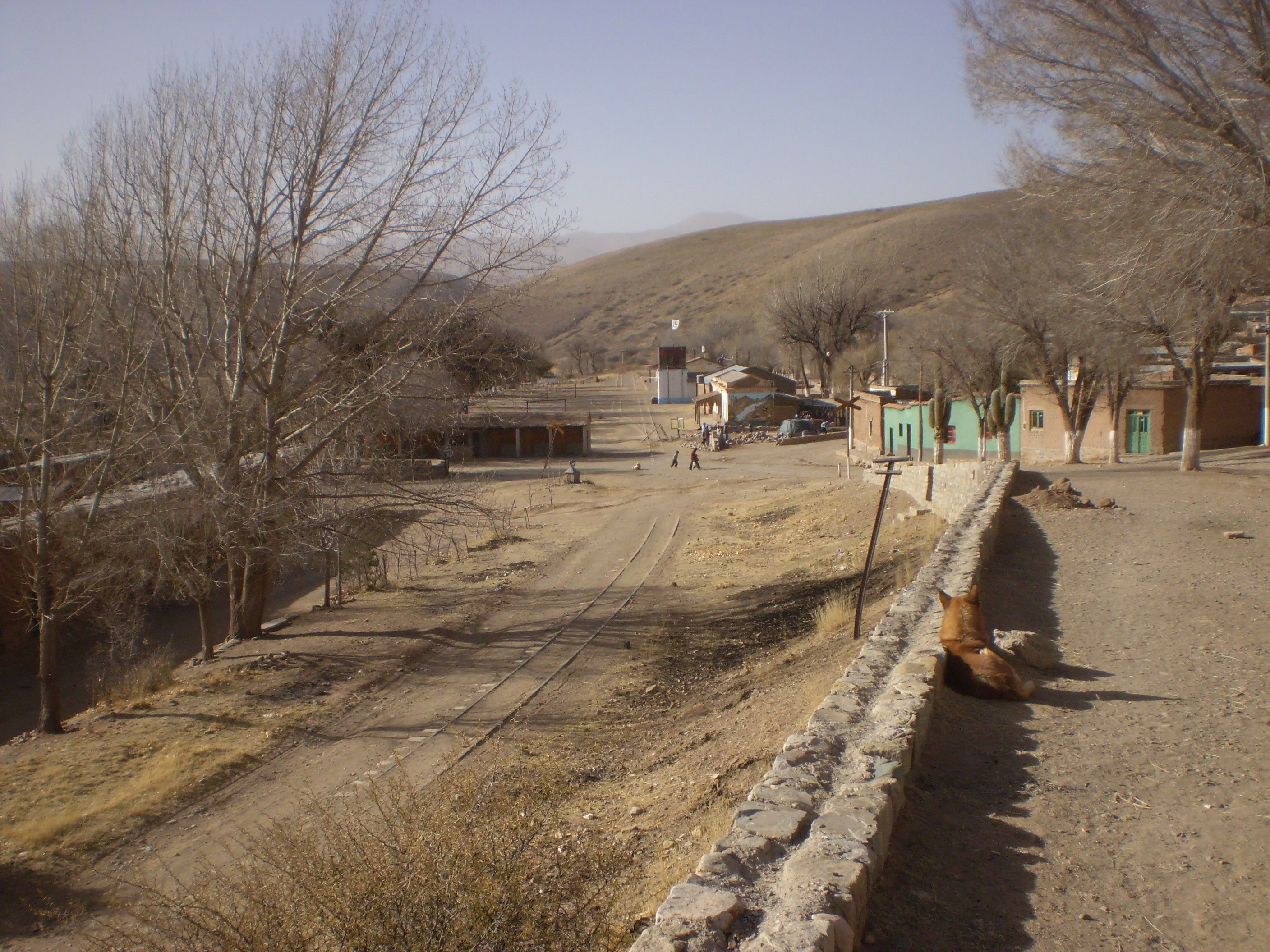
Iturbe, Jujuy.

Iturbe es una localidad del norte de la quebrada de Humahuaca, Jujuy, Argentina. Se encuentra ubicado en el Departamento de Humahuaca a 161 km de la ciudad de San Salvador de Jujuy y a 3.223 m s. n. m. Es también conocido bajo los nombres de Hipólito Yrigoyen y Negra Muerta.
Se llega desde San Salvador de Jujuy por la ruta Nacional N.º 9 y la Provincial Nº13, luego de recorrer una distancia de aproximadamente 160 km. Se halla asentada entre la Quebrada y la Puna, en proximidades del Río Grande y con clima templado puneño, dada la ubicación geográfica.
En el año 1990 se censaron 355 habitantes. Se encuentra organizada bajo la Comisión Municipal de Hipólito Yrigoyen y dispone de un Centro Vecinal. Cuenta con un Puesto de Salud, Destacamento Policial (con radio), Agua Potable y Energía, un Registro Civil (que actualmente ya no funciona), Sala de Primeros auxilios e Iglesia. Funcionan en un mismo edificio la Escuela Primaria N.º 239 “Daniel Domínguez” de primera categoría de jornada completa y el colegio Polimodal N.º 5, con orientación a Producción de Servicios, creada en 2001.
También posee cabina con servicio semipúblico de larga distancia y estafeta postal. El ferrocarril General Belgrano tenía una estación de pasajeros y de cargas que actualmente no funciona.
Como referencia arqueológica se destaca la presencia de arte rupestre en Abra Cueva, y también hay indicios de ocupación prehispánica en la denominada Abra Iturbe.

## Iturbe (Ley de designación)
El 27 de agosto de 1947, la Legislatura de la Provincia de Jujuy con las firmas de su presidente Juan José Castro y del Secretario Marcos Paz sancionó la Ley N.º 1782. Por él se designaba con el nombre de Iturbe al Pueblo y Jurisdicción del distrito "Negra Muerta" (departamento de Humahuaca). De este modo, se rendía homenaje al Ingeniero Octavio Iturbe (1871-1927), quien había proyectado y construido la línea férrea que une Jujuy con Bolivia.

### Accidente ferroviario de Iturbe de 1945
La localidad fue testigo en 1945 de un terrible accidente férreo en sus inmediaciones que produjo cerca de 40 víctimas al caer un tren desde un pequeño puente.